# Nie ma takiego drugiego
Nie ma takiego drugiego – drugi album częstochowskiego zespołu Ego. Wydawnictwo ukazało się 25 czerwca 2005 roku nakładem wytwórni muzycznej Gigant Records.

## Lista utworów
Opracowano na podstawie materiału źródłowego.
1. „Przedczasem” – 1:30
2. „Trute nuty” – 3:46
3. „Icipit” – 4:34
4. „Konnyskit” – 0:54
5. „5 minut” – 4:59
6. „Kurze pierze” – 3:37
7. „Donaldo” – 0:23
8. „Lustrzany świat” – 3:57
9. „What is That Sound?” – 4:49
10. „Zombi” – 6:33
11. „Pikpikpik” – 0:20
12. „Mapa” – 1:58
13. „Natręt” – 4:48
14. „Sens wg praktyk” – 3:46
15. „Tu Tequilla tam Bonetti” – 2:59
16. „Pivko” – 0:19
17. „Wyprzedaż uśmiechów” – 2:55
18. „Raphel” – 1:50
19. „W fotelach” – 6:00
20. „Poczasie” – 2:17